# Football Club Pastore 1922-1923
Questa pagina raccoglie i dati riguardanti il Football Club Pastore nelle competizioni ufficiali della stagione 1922-1923.

## Rosa
| N. |                   | Ruolo | Calciatore            |
| -- | ----------------- | ----- | --------------------- |
|    | Italia (bandiera) | A     | Baione                |
|    | Italia (bandiera) | D     | Giuseppe Barale       |
|    | Italia (bandiera) |       | Giovanni Barberis (I) |
|    | Italia (bandiera) | C     | Piero Borello         |
|    | Italia (bandiera) | A     | Brossa                |
|    | Italia (bandiera) |       | Cabiati               |
|    | Italia (bandiera) | D     | Secondo Conti         |
|    | Italia (bandiera) |       | Mario Corbelletti     |
|    | Italia (bandiera) | D     | Costa                 |
|    | Italia (bandiera) | D     | Ferrero               |
|    | Italia (bandiera) | A     | Corrado Gariglio      |
|    | Italia (bandiera) |       | Martino               |
|    | Italia (bandiera) |       | Messia                |
|    | Italia (bandiera) | C     | Achille Migliore      |

| N. |                   | Ruolo | Calciatore          |
| -- | ----------------- | ----- | ------------------- |
|    | Italia (bandiera) | D     | Giuseppe Mortarotti |
|    | Italia (bandiera) | A     | Pietro Princlari    |
|    | Italia (bandiera) | C     | Vittorio Ramello    |
|    | Italia (bandiera) |       | Rinaldi             |
|    | Italia (bandiera) |       | Renato Rolle        |
|    | Italia (bandiera) | C     | Nino Rossello       |
|    | Italia (bandiera) |       | Serra               |
|    | Italia (bandiera) |       | Stuardi I           |
|    | Italia (bandiera) |       | Stuardi III         |
|    | Italia (bandiera) | D     | Giuseppe Terzano    |
|    | Italia (bandiera) | A     | Trovati             |
|    | Italia (bandiera) | P     | Ercole Vampa        |
|    | Italia (bandiera) | C     | Carmelo Vergnano    |
|    | Italia (bandiera) |       | Zampiccinini        |

## Risultati

### Prima Divisione

#### Girone C

##### Girone di andata
| Arbitro: | Dani (Genova) |

|                                   |           |         |
| Baione 20’ Migliore 45’, 59’, 86’ | Marcatori | 26’ Ros |

| Arbitro: | Guiot (Milano) |

| |           |          |
| Busini I 15’ (rig.) Barzan 19’, 80’ Monti II 32’, 44’, 50’ Busini III 39’, 55’ Monti III 70’ Girani 88’ | Marcatori | 5’ Rolle |

| Arbitro: | Canepa (Savona) |

|  |           |                     |
|  | Marcatori | 47’, 69’ Gambarotta |

| Arbitro: | Pasquinelli (Bologna) |

|                              |           |                              |
| Pasqualetto 32’ Verga II 90’ | Marcatori | 12’ Migliore 45’ Gariglio II |

| Arbitro: | Mauro (Milano) |

|  |           |            |
|  | Marcatori | 28’ Milano |

| Arbitro: | Crivelli jr. (Milano) |

|                             |           |  |
| Chiabotto 41’, 50’ Gaia 54’ | Marcatori |  |

| Arbitro: | Livraghi (Milano) |

|               |           |                     |
| Princlari 70’ | Marcatori | 27’, 87’ Moscardini |

| Arbitro: | Guiot (Milano) |

|              |           |            |
| Vergnano 73’ | Marcatori | 84’ Brezzi |

| Arbitro: | Trezzi (Milano) |

|                                    |           |  |
| Innocenti II 20’ Magnozzi 82’, 87’ | Marcatori |  |

| Arbitro: | Barnabò (Milano) |

|              |           |  |
| Vergnano 73’ | Marcatori |  |

| Arbitro: | Cattaneo (Milano) |

|                                                                |           |  |
| Bagnasco II 2’, 19’, 22’, 47’ Torriani 15’ Gavoglio 28’ (rig.) | Marcatori |  |

##### Girone di ritorno
| Arbitro: | Majani (Torino) |

|                           |           |  |
| Borghetti 19’ Bonardi 50’ | Marcatori |  |

| Arbitro: | Cattaneo (Milano) |

|  |           |                           |
|  | Marcatori | 21’ Fagiuoli 86’ Busini I |

| Arbitro: | Armano (Torino) |

|                                     |           |                 |
| Masetti 12’ Roveda 35’ Bertucci 77’ | Marcatori | 17’ Gariglio II |

| Torino 11 marzo 1923 15ª giornata | Pastore                  | 0 – 0 | US Milanese | \| Arbitro: \| Pinasco (Sestri Ponente) \| |
| Arbitro:                          | Pinasco (Sestri Ponente) |       |             |                                            |

| Arbitro: | Guiot (Milano) |

|                                                       |           |           |
| Munerati 29’ Balossini 57’ Locarni 61’ Meneghetti 83’ | Marcatori | 33’ Rolle |

| Arbitro: | Kaltz (Parma) |

|             |           |  |
| Trovati 67’ | Marcatori |  |

| Arbitro: | Zennaro (Genova) |

|                              |           |  |
| Bonino II 20’ Del Debbio 82’ | Marcatori |  |

| Arbitro: | Zennaro (Genova) |

|             |           |  |
| Gandini 31’ | Marcatori |  |

| Arbitro: | Canepa (Savona) |

|              |           |                                |
| Gariglio 59’ | Marcatori | 6’, 89’ Magnozzi 42’ Bandini I |

| Arbitro: | Majani (Torino) |

|                                          |           |  |
| Sgarbi 21’ Dabbene 56’ Preti II 89’, 90’ | Marcatori |  |

| Arbitro: | Muttoni (Treviglio) |

|                  |           |  |
| Migliore 8’, 12’ | Marcatori |  |

## Statistiche

### Statistiche di squadra
| Competizione    | Punti | In casa | In casa | In casa | In casa | In casa | In casa | In trasferta | In trasferta | In trasferta | In trasferta | In trasferta | In trasferta | Totale | Totale | Totale | Totale | Totale | Totale | DR  |
| Competizione    | Punti | G       | V       | N       | P       | Gf      | Gs      | G            | V            | N            | P            | Gf           | Gs           | G      | V      | N      | P      | Gf     | Gs     | DR  |
| --------------- | ----- | ------- | ------- | ------- | ------- | ------- | ------- | ------------ | ------------ | ------------ | ------------ | ------------ | ------------ | ------ | ------ | ------ | ------ | ------ | ------ | --- |
| Prima Divisione | 11    | 11      | 4       | 2       | 5       | 11      | 12      | 11           | 0            | 1            | 10           | 5            | 41           | 22     | 4      | 3      | 15     | 16     | 53     | -37 |

### Statistiche dei giocatori
| Giocatore        | Prima Divisione | Prima Divisione |
| Giocatore        | Presenze        | Reti            |
| ---------------- | --------------- | --------------- |
| Baione           | 10              | 1               |
| G. Barale        | 5               | 0               |
| G. Barberis (I)  | 3               | 0               |
| P. Borello       | 9               | 0               |
| Brossa           | 6               | 0               |
| Cabiati          | 1               | 0               |
| S. Conti         | 10              | 0               |
| M. Corbelletti   | 1               | 0               |
| Costa            | 7               | 0               |
| Ferrero          | 15              | 0               |
| C. Gariglio (II) | 20              | 3               |
| Martino          | 19              | 0               |
| Messia           | 1               | 0               |
| A. Migliore      | 16              | 6               |
| G. Mortarotti    | 1               | 0               |
| P. Princlari     | 14              | 1               |
| V. Ramello (I)   | 14              | 0               |
| Rinaldi          | 4               | 0               |
| R. Rolle         | 14              | 2               |
| N. Rossello      | 4               | 0               |
| Serra            | 4               | 0               |
| Stuardi (I)      | 3               | -4              |
| Stuardi (III)    | 3               | 0               |
| G. Terzano       | 14              | 0               |
| Trovati          | 6               | 1               |
| E. Vampa         | 19              | -49             |
| C. Vergnano      | 17              | 2               |
| Zampiccinini     | 2               | 0               |

All'epoca non esistevano i cartellini gialli e rossi (introdotti molto dopo), ma solo ammonizioni verbali ed espulsioni effettive. Sulle cronache sportive dell'epoca sono evidenziate solo le espulsioni, mentre le ammonizioni solenni risultano sui comunicati ufficiali della Lega Nord.